# Lungotevere in Sassia
Il lungotevere in Sassia è il tratto di lungotevere che collega piazza della Rovere a via San Pio X, a Roma, nel rione Borgo.
Il lungotevere prende nome dalla Schola Saxonum, una folta comunità sassone stabilitasi nella Civitas Leonina al seguito del re Ina; è stato istituito con delibera del 20 luglio 1887.
Vi si trova il complesso monumentale di Santo Spirito in Saxia, un antico ospedale affiancato da una chiesa, adiacente a una moderna struttura sanitaria.

## Trasporti
|  | È raggiungibile dalla stazione di Roma San Pietro. |

|  | È raggiungibile dalla stazione di Roma San Pietro. |